# Anselmo Francisco, 2.º Príncipe de Thurn e Taxis
Anselmo Francisco de Thurn e Taxis (em alemão:  Anselm Franz Fürst von Thurn und Taxis) foi o 2° príncipe da Casa de Thurn e Taxis, agente do Serviço Postal do Sacro Império Romano-Germânico e chefe hereditário do Serviço Postal de Thurn e Taxis de 21 de fevereiro de 1714 até sua morte em 8 de novembro de 1739.

## Biografia
Nascido em Bruxelas, em 30 de janeiro de 1681, Anselmo Francisco foi o filho mais velho do Príncipe Eugenio Alexandre de Thurn e Taxis e Anna Adelaide Fürstenberg-Heiligenberg. Sob o governo do Imperador Carlos VI, foi-lhe concedida a permissão para estabelecer uma estação de correios em Bruxelas, de onde mudou sua sede para Frankfurt am Main, onde em 1729 construiu o Palais Thurn und Taxis em estilo barroco.

## Títulos
- 1681–1695: Sua Alteza Sereníssima Conde ereditário de Thurn e Taxis
- 1695 – 21 fevereiro de 1714: Sua Alteza Sereníssima Príncipe Ereditario de Thurn e Taxis
- 21 fevereiro de 1714 – 8 de novembro de 1739: Sua Alteza Sereníssima Príncipe de Thurn e Taxis